# Klüsserath
Klüsserath nằm bên sông Moselle là một xã của Verbandsgemeinde Schweich trong huyện Trier-Saarburg thuộc bang Rhineland-Palatinate nước Đức, giữa Bernkastel-Kues và Trier.
Các xã giáp ranh theo chiều kim đồng hồ: Rivenich, Klausen, Piesport, Neumagen-Dhron, Trittenheim (all Verbandsgemeinde Neumagen-Dhron), Köwerich, Thörnich, Bekond.